# Törökországi levelek
A Törökországi levelek Mikes Kelemen legismertebb műve, 207 fiktív levélből álló gyűjtemény, melyek közül az első 1717. október 10-én, az utolsó 1758. december 20-án kelt. A levél írója a bujdosó Mikes Kelemen, címzettje a Konstantinápoly mellett lakó kitalált P. E. grófné. A levelek leírják a száműzöttek mindennapjait, ugyanakkor tükrözik írójának érzelmi hullámzásait, és számos történelmi, kortörténeti adalék is szerepel bennük. Szerb Antal szerint Mikes Kelemen levelei „a lélektörténet új fejezetét kezdik a magyar irodalomban: a zordonan vallásos és izzóan heroikus lelkek után ő vezeti be a humánum korát.”

## Keletkezése
A Rákóczi-szabadságharc bukása után Mikes Kelemen elkísérte a fejedelmet a bujdosásba: először Lengyelországba, majd Franciaországba, végül Törökországba utaztak. 1720 tavaszán a török Porta a Márvány-tenger partján fekvő Rodostót jelölte ki az emigránsok lakóhelyeként. Mikes itt élte le hátralevő életét, és itt írta műveit.
A Törökországi levelek keletkezését illetően a 19. és 20. században több ellentétes elmélet született: Szilágyi Sándor szerint a levelek nem egyszerre keletkeztek, és a címzett P. E. grófnő valóban létezett, Toldy Ferenc azonban tervszerű irodalmi alkotásnak, emlékiratnak tartotta. Abafi Lajos mindkét elméletből elfogadott egyes elemeket: szerinte nem elküldött levelekről van szó, de nem is egyfolytában készültek, és azt a következtetést vonja le, hogy a mű a szerző naplója, amelyet Rákóczi megbízásából hivatalos naplóként vezetett. Gyulai Pál a kézirat jellegzetességei alapján azt állította, hogy három időszakban keletkezett irodalmi mű. Császár Elemér 1895-ben szintézist készítve az addigi elméletekről arra a következtetésre jutott, hogy „Mikes Törökországi levelei oly irodalmi munka, melyen Mikes hosszú időn, éveken, évtizedeken keresztül dolgozott. Nem egyszerre készült, nem is három részben, nem leveleknek kell tekintenünk, még kevésbé naplónak, hanem annak, a mi, önálló műbecscsel bíró munkának.” Hopp Lajos kutatásai szerint Mikes 1717 és 1758 között írta a leveleket, és akkor hagyta abba, amikor engedélyt kapott arra, hogy valódi levelet írjon erdélyi rokonainak. A 20. századi magyar irodalmi kánont megtestesítő hat kötetes irodalomtörténet szerint a „Leveleskönyv nem tekinthető egyetlen nagyobb szabású műalkotásnak. A levelek számának eloszlása, tartalmi tarkasága, a szünetek aránytalansága nem mutat semmiféle tervszerű elrendezésre; viszonylagos egységüket az író stílusa, eszmevilága, személyes hangja, nem pedig valamely művészi megkomponáltság biztosítja.”
Egy 1990-ben rendezett konferencián R. Várkonyi Ágnes azt a hipotézist állította fel, hogy a levelek felolvasás céljából íródtak, és a hallgatóság a rodostói magyarokból állt. Ezt 2007-ben Bene Sándor elfogadható magyarázatnak tartotta, ugyanakkor azt is megjegyezte, hogy a levelek „kommunikációs státusa, elsődleges befogadói kontextusa talán már sosem tisztázható.”

## Címzettje
Az idők folyamán több kísérlet történt „P. E. grófné” azonosítására, annak ellenére, hogy már az egyik első Mikes-kutató, Toldy Ferenc 1861-ben több érvet sorolt fel arra, hogy a levelek kitalált címzettnek íródtak. A Rákóczi-szabadságharcban részt vevő P… családnevű grófok közül csak Pekry Lőrinc jöhetett volna szóba, de neki nem volt E… keresztnevű lánya. Thaly Kálmán 1888 és 1892 közötti helyszíni kutatásai során megállapította, hogy Mikes háromszor vállalt keresztapaságot Rodostóban, mellette a keresztanya kétszer is egy bizonyos Elisabeth Spax, azaz Paksy Erzsébet volt. Thaly nem jelölte meg Paksy Erzsébetet a levelek címzettjeként, ezt első ízben Miklós Ferenc tette meg 1904-ben. Szóba jött továbbá Pesselier Ernestine, akit a francia kormánynak dolgozó Tóth András Konstantinápolyban vett feleségül. A leginkább elfogadott vélemény szerint a címzett alakját Mikes több nő vonásaiból állította össze, az idealizált képpel pótolva a hiányzó otthon hangulatát, Láng Gusztáv pedig az ideális olvasót fedezte fel a felvilágosult, nyitott szellemű grófnő személyében. Az általános felfogással szemben Bene Sándor véleménye az, hogy „a filológia inkább belefáradt, mintsem megoldotta” a kérdést.

## Forrásai
Mikes Franciaországban megismerkedett a francia klasszicista levél műfajával, feltehetőleg olvasta Roger Rabutin de Bussy és unokatestvére, Madame de Sévigné levelezését is, ami hatással volt saját műfajának megválasztására. A levelekbe szőtt anekdotákhoz, érdekességekhez számos forrást felhasznált a Bibliától kezdve reneszánsz novellásköteteken át (Boccaccio, Matteo Bandello, Navarrai Margit) a kortárs francia irodalomig (Brantôme: Dames illustres, Madame de Gomez: Journées amusantes, Montesquieu: Lettres persanes, Jean-Baptiste Boyer d'Argens: Lettres juives). Szintén hasznára volt Addison és Steele The Spectator-jának francia fordítása, valamint Claude Fleury egyháztörténete, Pierre Bayle történelmi szótára és Noël Chomel gazdasági szótára. A törökországi szokások leírása jórészt fordítás Paul Rycaut-nak az Oszmán Birodalom helyzetéről írt munkájából. A Leveleskönyvben összesen hetven különböző irodalmi forrásból átalakított elbeszélés található, huszonegy elbeszélés forrásának azonosítása pedig még várat magára. Hopp Lajos kimutatta, hogy a levelek szövegének mintegy 23%-a fordítás; Németh László szerint viszont „Mikes Kelemen nem a franciáktól tanulta el, ami a legjobb benne.”

## Tartalma
A levelek a bujdosás eseményeit és a levélíró érzelmi életének hullámzásait írják le. Az első 111 levélben, amelyek még II. Rákóczi Ferenc életében íródtak, az írást áthatja a közeli hazatérésben való reménykedés. Az idő múlásával és a fejedelem halálával (112. levél) ezek a remények elhalványulnak. A temetés és a gyász leírása után (113–121.) Rákóczi József érkezése (122.), az általa szervezett hadjárat (133–143.), illetve az ő halála után (144.) a moldvai és havasalföldi kiküldetés (146–156.) jelent mozgalmasabb időszakot. A további levelek (157–207.) már jóval nagyobb időközönként keletkeztek, és az Isten által rendelt sorsba belenyugvást tükrözik.
Szerepel a levelekben a törökországi szokások leírása (szultán, nagyvezérek, portai korrupció, háremélet, heréltek, házasság és válás, nők helyzete, muszlim vallás, ramazán, dervisek), amelyeket Mikes saját elmélkedéseivel egészít ki. Főként a későbbi, eseménytelen időszak leveleit számos anekdota, elbeszélés, történeti kuriózum tarkítja. Az összes levél meghatározó eleme a fiktív címzettel való gyengéd évődés.

## Stílusa
A Törökországi levelek stílusát a társalgáshoz hasonló könnyedség, játékosság, nyájasság, szemléletesség, humor és irónia jellemzik. Az egyes kutatók más-más okokkal magyarázták ennek a stílusnak az eredetét: Szerb Antal szerint „az erdélyi hagyományra azután rárakódott a francia nagykultúra emelete,” Zolnai Béla a 17–18. századi kifinomult francia stílus hatását emelte ki, Barta János Mikes naiv és szűk látókörű egyéniségében kereste az okokat, Szauder József pedig a játékosságot a szerző álarcának tekintette, amellyel fájdalmát rejtette el. Kovács Sándor Iván a levelek stílusát az erdélyi illetve székelyföldi nyelvi zártságból eredeztette. A levelekben ugyanakkor jelen van a kolozsvári jezsuita kollégiumban szerzett retorikai ismereteknek, illetve Cicero leveleinek hatása is.
Az irodalomtörténészek ritkábban hangsúlyozzák a műben előforduló líraiságot, holott a legtöbb levél rendelkezik lírai részlettel. A levelek tükrözik írójuk kedélyállapotának hullámzásait, aki az emigráció kilátástalanságát hol humorral, hol melankolikusan érzékelteti. Mikes még az aktuálpolitikai híreket is lírai módon adja elő: „A porta nem régen csinált a császárral húsz vagy huszonnégy esztendeig való békességet – 24 kőfallal rekesztették bé tehát az utunkot Erdély felé” (39. levél). A levelekbe iktatott versbetéteket sem Mikes, sem a kritika nem tartotta különösebben sikerültnek.
A levelekben előforduló stíluseszközök közül feltűnő az erős érzelmi töltetű jelzők (45. levél: „keserves processió”; 80. levél: „szívbéli zokogás”) és eredeti hangulatú, néha játékos jelzős kapcsolatok (3. levél: „haragos koplalás”; 4. levél: „veszett restség”; 34. levél: „maradok kéd köteles, láncos, madzagos, spárgás és zsinóros szolgája”) használata. Találunk példát alliterációra (6. levél: „rettentő halogatás, holnap, holnap, az a holnap hat holnapra halad”), ellentétekre (76. levél: „a jó tűz mellett a szakácsok reszketve főznek”). Mikes gyakran helyettesíti a mindennapi szavakat tréfás, ugyanakkor szemléletes kifejezésekkel (83. levél: asszonynép helyett „bóbitás foglyok vagy verdigályos nyulak”). A példabeszédek, szólások és közmondások használata a szemléletesség szolgálatában áll, a fokozással kombinált ismétlés pedig humoros hatást kelt. Az ironikus (56. levél: „a szépen írt levél az elmének úgy tetszik, valamint a szemnek a kapros és téjfellel béborítatott káposzta”) és önironikus (96. levél: „az én eszem nem hasogatja az áert, mint a kédé”) fordulatok az egész leveleskönyvben megtalálhatóak.

## Utóélete
A kézirat Magyarországra kerülésének módja nem tisztázott: az idők folyamán két feltételezés látott napvilágot, és egyiket sem sikerült döntő módon elfogadtatni. Toldy Ferenc az 1861-es Mikes-kiadás előszavában azt írta le, hogy Bercsényi egyik tisztjének, Tót Andrásnak a fia, az utóbb francia generálissá vált François de Tott útján kerültek az iratok Törökországból Szombathelyre, a kéziratot első ízben megjelentető Kultsár Istvánhoz. (A kiadást Festetics György támogatta.) Thaly Kálmán kutatásai szerint azonban a kéziratot Rákóczi egyik szolgája, bizonyos Horváth István őrizte, akitől aztán Szelim pasa Mészáros nevű szolgája közvetítésével került Görög Demeter bécsi szerkesztőhöz és onnan Kultsárhoz. A Mikes-szövegek kritikai kiadását gondozó Hopp Lajos a második változatot tartotta hihetőbbnek, érveit azonban Tóth Ferenc történész újabb kutatásai cáfolni látszanak.
A levelek kézirata Kultsár István örököseitől Toldy Ferenchez került, aki 1867-ben eladta – más értelmezés szerint adósságainak fejében átengedte – Bartakovics Béla egri érseknek; az érsek pedig az egri Főegyházmegyei Könyvtárnak hagyományozta, ahol azóta is található.
A leveleskönyv az 1794-es első megjelenést követően sikeres utat járt be: az 1796-os pozsonyi országgyűlésen emlékünnepséget és felolvasást tartottak; a felvilágosodás és a reformkor magyar költői pedig teljesen átvették a Levelek Rákóczi-képét. A Bach-korszakban a bujdosásban kitartó Mikes alakja politikai szimbólummá vált. A Törökországi levelek az első világháború végéig hét teljes és öt szemelvényes kiadásban jelent meg. A második világháború végéig Magyarországon öt újabb szemelvényes és egy teljes kiadás látott napvilágot; ugyanebben az időszakban Romániában két válogatáskötetet adtak ki a A Magyar Nép Könyvtára (1930) illetve Hasznos Könyvtár (1936) sorozatok részeként. Mikes Kelemen műveinek kritikai kiadására 1966–1988 között került sor Hopp Lajos gondozásában; a sorozat első kötete a Törökországi levelek és missilis levelek volt.
A levélgyűjtemény számos tanulóknak szánt sorozatban is megjelent (például Dacia: Tanulók Könyvtára, 1974; Osiris: Diákkönyvtár, 2000; Európa: Diákkönyvtár, 2009). A mokka.hu adatbázis 1945 és 2014 között 42 magyar nyelvű kiadását sorolja fel. A mű a Magyarországon 2012-ben megjelent nemzeti alaptantervben a Közműveltségi tartalmak fejezetben szerepel.
Több olyan irodalmi mű született, amely címével és levélformájával visszautal a Törökországi levelekre:
- Tamási Áron: Levél édesanyámhoz Mikes Kelemenről. (1935)
- Szabó Gyula: Ostorod volt-e Rodostó? (1991)
- Lukáts János: Ez légyen ostorod... P.E. grófné levelei Rodostóba, M.K. úrfinak (2012)

Petrovics Emil V. kantátája (1981) a Törökországi levelek címet viseli.

### Fontosabb magyar kiadásai

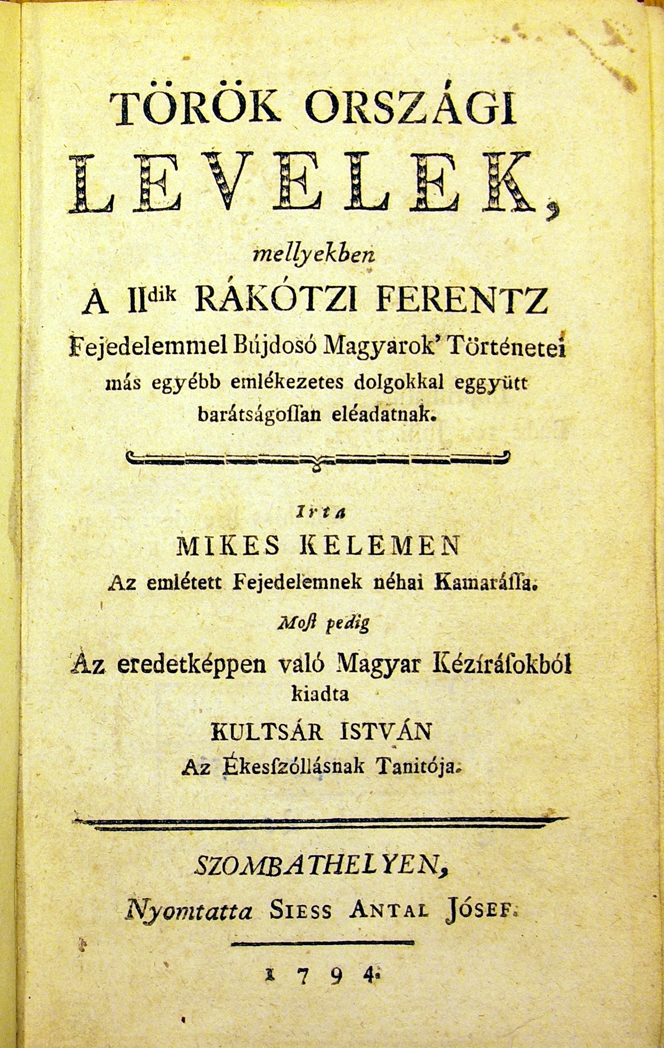
Az 1794-es kiadás címlapja

- Török országi Levelek, mellyekben IIdik Rákótzi Ferentz Fejedelemmel Bújdosó Magyarok' Történetei más egyébb emlékezetes dolgokkal eggyütt barátságossan eléadatnak. Irta Mikes Kelemen Az emlétett Fejedelemnek néhai Kamarássa. Most pedig Az eredetképpen való Magyar Kézírásokból kiadta Kultsár István Az Ékesszólásnak Tanítója. Szombathelyen, Nyomtatta Siess Antal Jósef. 1794 (hasonmásban: 2009)
- Zágoni Mikes Kelemen Törökországi Levelei, a szerző saját kéziratából életrajzi értekezéssel közli Toldy Ferenc, Pest, Heckenast, 1861 (Magyar Klasszikusok), I–II.
- Törökországi Levelek, írta Mikes Kelemen. Kiad. Abafi Lajos, Budapest, Aigner, 1880 (Nemzeti Könyvtár 10. Mikes Kelemen művei 2.)
- Mikes Kelemen Törökországi Levelei. Kiad. bev. és jegyz. Császár Elemér. Budapest, Lampel, 1905 (Remekírók Képes Könyvtára)
- Mikes Kelemen Törökországi Levelei, s. a. r. és bev. Erődi Béla. Budapest, Franklin Társulat magyar irod. intézet és könyvnyomda, 1906 (Magyar Remekírók, 5.)
- Mikes Kelemen Törökországi levelei, a Magyar Kir. Kormány támogatásával, II. Rákóczi Ferenc hamvainak hazaszállítása alkalmából készült emlékkiadás, s.a.r. Miklós Ferenc, bev. Négyesy László, Thaly Kálmán, Beöthy Zsolt, Szily Kálmán, Erődi Béla, Budapest, Franklin-társulat magyar irod. intézet könyvnyomda, 1906
- Törökországi levelek; szerk., bev. Szigeti József; Irodalmi és Művészeti Kiadó, Bukarest, 1955 (Haladó hagyományaink)
- Törökországi levelek; sajtó alá rend. Bisztray Gyula, bev., jegyz. Barta János; Szépirodalmi, Bp., 1958 (Magyar klasszikusok)
- Törökországi levelek és misszilis levelek. s.a.r. Hopp Lajos, közrem. Hazai György, Budapest, Akadémiai, 1966 (Mikes Kelemen Összes Művei, 1)

### Fordításai
A worldcat.org és a mokka.hu adatbázisok alapján:
- (törökül) Türkiye mektupları. Ford. Sadrettin Karatay. Ankara: Maarif Matbaasi. 1944–1945
- (németül) Briefe aus der Türkei. Ford. Sybille Baronin Manteuffel-Szöege. Graz: Styria. 1978 ISBN 322210901X
- (románul) Scrisori din Turcia. Ford. Gelu Păteanu. Bucureşti: Kriterion. 1980
- (angolul) Letters from Turkey. Ford. Bernard Adams. New York: Kegan Paul International. 1998 ISBN 9780710306104
- (olaszul) Lettere dalla Turchia. Ford. Cinzia Franchi. Roma: Lithos. 2006 ISBN 8889604050
- (franciául) Lettres de Turquie. Ford. Krisztina Kaló, Thierry Fouilleul. Paris: Champion. 2011 ISBN 9782745322500
- (oroszul) Турецкие письма. Ford. Jurij Pavlovics Guszev. Moszkva: Nauka. 2017 ISBN 9785020399877[22][23]